# 纳撒尼尔·梅肯
纳撒尼尔·梅肯（英語：Nathaniel Macon，1757年12月17日—1837年6月29日），是美国民主共和党的政治人物。梅肯在1791年至1815年以北卡罗来纳州代表出任联邦众议员，之后转任参议员直到1828年。期间他还于1801年至1807年间被选为众议院议长，作为奴隶制的捍卫者，梅肯曾投票反对过1820年密苏里妥协案。

## 延伸阅读
- Cotten, Edward R. Life of the Hon. Nathaniel Macon. Baltimore: Printed by Lucas & Deaver, 1840.
- Dodd, William E. . American Historical Review. 1902, 7 (4): 663–675. JSTOR 1834563. doi:10.2307/1834563.
- Dodd, William Edward. . Edwards & Broughton. 1903. OCLC 10971454., pp. 1–4; 41–44.
- Buck Spring info[]